# Polska na Halowych Mistrzostwach Świata w Lekkoatletyce 2012
Polska na Halowych Mistrzostwach Świata w Lekkoatletyce 2012 – grupa zawodników powołana przez Polski Związek Lekkiej Atletyki do reprezentowania kraju podczas halowych mistrzostw świata w Stambule między 9 i 11 marca.
Dotychczas Polska uczestniczyła we wszystkich edycjach halowych mistrzostw świata, zdobywając w nich 20 medali w tym tylko 2 złote.
Podczas poprzednich halowych mistrzostw świata, w marcu 2010 w Dosze, reprezentacja Polski zdobyła dwa brązowe medale – na podium stanęli Adam Kszczot (bieg na 800 metrów) i Anna Rogowska (skok o tyczce). Początkowo Kszczot miał nie brać udziału w zawodach w Stambule jednak po dobrych występach w mityngach halowych (m.in uzyskanie najlepszego na świecie wyniku – 1:44,57) biegacz zdecydował się na start w Turcji. Rogowska zgodnie ze wcześniejszymi decyzjami – mimo uzyskania minimum PZLA – nie zdecydowała się na występ podczas mistrzostw w hali.

## Zasady kwalifikacji
Lekkoatleci od 20 stycznia do 26 lutego mieli czas na wypełnienie ustalonych przez Dział Szkolenia Polskiego Związku Lekkiej Atletyki minimów kwalifikacyjnych w konkurencjach indywidualnych. Kwalifikację do biegu rozstawnego uzyskali medaliści biegu na 400 metrów z halowych mistrzostw Polski, najszybszy z Polaków na dystansie 400 metrów w sezonie halowym 2011 poza medalistami krajowego czempionatu. Listę startujących w Stambule wieloboistów ustala IAAF – wśród zaproszonych pięcioboistek znalazła się reprezentantka Polski Karolina Tymińska.

### Minima kwalifikacyjne
Minima kwalifikacyjne przygotowane przez dyrektora sportowego PZLA Piotra Haczka zostały zaakceptowane przez Zarząd Związku na spotkaniu w Warszawie 14 grudnia 2011.
| Konkurencja                    | Kobiety | Mężczyźni |
| ------------------------------ | ------- | --------- |
| Bieg na 60 metrów              | 7,28    | 6,64      |
| Bieg na 400 metrów             | 53,00   | 46,90     |
| Bieg na 800 metrów             | 2:02,50 | 1:47,80   |
| Bieg na 1500 metrów            | 4:10,00 | 3:41,30   |
| Bieg na 3000 metrów            | 9:00,00 | 7:54,00   |
| Bieg na 60 metrów przez płotki | 8,05    | 7,68      |
| Skok wzwyż                     | 1,93    | 2,29      |
| Skok o tyczce                  | 4,52    | 5,72      |
| Skok w dal                     | 6,65    | 8,15      |
| Trójskok                       | 14,10   | 17,00     |
| Pchnięcie kulą                 | 17,70   | 20,00     |

## Skład reprezentacji Polski na HMŚ w Stambule
Po zakończeniu halowych mistrzostw Polski prezes PZLA Jerzy Skucha i dyrektor sportowy związku Piotr Haczek ogłosili skład reprezentacji na halowe mistrzostwa świata w Stambule – w Turcji wystartuje 14 zawodników z Polski.
| Zawodnik          | Konkurencja    | Rezultat |
| ----------------- | -------------- | -------- |
| Angelika Cichocka | bieg na 1500 m | 4:07,83  |
| Lidia Chojecka    | bieg na 3000 m | 8:55,05  |
| Paulina Guba      | pchnięcie kulą | 17,70    |
| Karolina Tymińska | siedmiobój     | –        |

| Zawodnik           | Konkurencja               | Rezultat |
| ------------------ | ------------------------- | -------- |
| Adam Kszczot       | bieg na 800 m             | 1:44,57  |
| Marcin Lewandowski | bieg na 800 m             | 1:45,41  |
| Artur Noga         | bieg na 60 m przez płotki | 7,65     |
| Dominik Bochenek   | bieg na 60 m przez płotki | 7,68     |
| Jakub Krzewina     | sztafeta 4 x 400 m        | 46,85    |
| Łukasz Krawczuk    | sztafeta 4 x 400 m        | 47,32    |
| Grzegorz Sobiński  | sztafeta 4 x 400 m        | 47,50    |
| Łukasz Domagała    | sztafeta 4 x 400 m        | 47,59    |
| Marcin Marciniszyn | sztafeta 4 x 400 m        | 47,76    |
| Tomasz Majewski    | pchnięcie kulą            | 21,27    |

## Wyniki reprezentantów Polski

### Mężczyźni

#### Konkurencje biegowe
| Konkurencja               | Zawodnik                                                            | Eliminacje | Eliminacje | Półfinał | Półfinał | Finał    | Finał  | Źródło |
| Konkurencja               | Zawodnik                                                            | Rezultat   | Lokata     | Rezultat | Lokata   | Rezultat | Lokata | Źródło |
| ------------------------- | ------------------------------------------------------------------- | ---------- | ---------- | -------- | -------- | -------- | ------ | ------ |
| Bieg 800 m                | Adam Kszczot                                                        | 1:50,14    | Q          | 1:47,90  | Q        | 1:49,16  | 4      |        |
| Bieg 800 m                | Marcin Lewandowski                                                  | 1:52,67    | Q          | DNF      |          |          |        |        |
| Bieg na 60 m przez płotki | Artur Noga                                                          | 7,81       | Q          | 7,68     | Q        | 7,78     | 4      |        |
| Bieg na 60 m przez płotki | Dominik Bochenek                                                    | 7,85       | 19         |          |          |          |        |        |
| Sztafeta 4 x 400 m        | Jakub Krzewina Marcin Marciniszyn Grzegorz Sobiński Łukasz Krawczuk | 3:07,99    | Q          |          |          | 3:11,86  | 6      |        |

#### Konkurencje techniczne
| Konkurencja    | Zawodnik        | Eliminacje | Eliminacje | Eliminacje | Eliminacje | Eliminacje | Finał | Finał | Finał | Finał | Finał | Finał | Finał    | Finał  | Źródło |
| Konkurencja    | Zawodnik        | #1         | #2         | #3         | Lokata     | Rezultat   | #1    | #2    | #3    | #4    | #5    | #6    | Rezultat | Lokata | Źródło |
| -------------- | --------------- | ---------- | ---------- | ---------- | ---------- | ---------- | ----- | ----- | ----- | ----- | ----- | ----- | -------- | ------ | ------ |
| Pchnięcie kulą | Tomasz Majewski | 20,33      | 21,17      | –          | 3 Q        | 21,17      | 21,28 | 21,65 | X     | 20,94 | 21,72 | X     | 21.72 NR |        |        |

### Kobiety

#### Konkurencje biegowe
| Konkurencja | Zawodnik          | Eliminacje | Eliminacje | Finał    | Finał  | Źródło |
| Konkurencja | Zawodnik          | Rezultat   | Lokata     | Rezultat | Lokata | Źródło |
| ----------- | ----------------- | ---------- | ---------- | -------- | ------ | ------ |
| Bieg 1500 m | Angelika Cichocka | 4:09,50    | q          | 4:14,57  | 7      |        |
| Bieg 3000 m | Lidia Chojecka    | 9:02,93    | q          | 8:56,86  | 6      |        |

#### Konkurencje techniczne
| Konkurencja    | Zawodnik     | Eliminacje | Eliminacje | Eliminacje | Eliminacje | Eliminacje | Finał | Finał | Finał | Finał | Finał | Finał | Finał    | Finał  | Źródło |
| Konkurencja    | Zawodnik     | #1         | #2         | #3         | Lokata     | Rezultat   | #1    | #2    | #3    | #4    | #5    | #6    | Rezultat | Lokata | Źródło |
| -------------- | ------------ | ---------- | ---------- | ---------- | ---------- | ---------- | ----- | ----- | ----- | ----- | ----- | ----- | -------- | ------ | ------ |
| Pchnięcie kulą | Paulina Guba | 16,72      | 16,92      | 17,15      | 13         | 17,15      |       |       |       |       |       |       |          |        |        |

| Konkurencja | Zawodnik          | Finał            | Finał  | Finał      | Finał  | Finał          | Finał  | Finał      | Finał  | Finał         | Finał  | Finał    | Finał  | Źródło |
| Konkurencja | Zawodnik          | Bieg na 60 m ppł | Punkty | Skok wzwyż | Punkty | Pchnięcie kulą | Punkty | Skok w dal | Punkty | Bieg na 800 m | Punkty | Rezultat | Lokata | Źródło |
| ----------- | ----------------- | ---------------- | ------ | ---------- | ------ | -------------- | ------ | ---------- | ------ | ------------- | ------ | -------- | ------ | ------ |
| Pięciobój   | Karolina Tymińska | 8,52             | 1013   | 1,72       | 879 SB | 14,68          | 839    | 6,49       | 1004   | 2:08,25       | 990 SB | 4725 SB  | 4      |        |